# Cella di Pockels
La cella di Pockels è un dispositivo elettroottico basato sull'effetto Pockels cioè l'attitudine di certi cristalli a trasformare la luce polarizzata linearmente in luce polarizzata circolarmente per effetto di una differenza di potenziale elettrico.
Con opportune modifiche, può essere usata come un modulatore di ampiezza o di fase pilotabile in tensione.

## Applicazioni delle celle di Pockels
Le celle di Pockels sono usate per varie applicazioni tecniche e scientifiche. Una cella di Pockels, combinata con un polarizzatore, può essere usata per passare da una rotazione della polarizzazione pari a 0° ad una rotazione di 90°, creando così un interruttore elettro-ottico in grado di permettere il passaggio di impulsi di luce della durata di pochi nanosecondi. La stessa tecnica può essere usata per modulare la rotazione della polarizzazione di un fascio di luce tra 0° e 90°; l'intensità del fascio uscente, vista attraverso un polarizzatore, presenta una modulazione in ampiezza. Questo segnale modulato può essere usato per misure risolte nel tempo dei campi elettrici ai quali é sottoposta la cella di Pockels.